# Poľana (pohoří)
Poľana je krajinný celek Slovenského středohoří. Má charakter mohutného kruhového masivu. Jedná se o silně erodovaný stratovulkán, je nejvyšším sopečným pohořím na Slovensku. Na jejím území se nachází sopka s průměrem kaldery 6 km a obvodem téměř 20 km. Od roku 1981 je na významné části tohoto slovenského pohoří vyhlášena stejnojmenná chráněná krajinná oblast.

## Poloha
Poľana se nachází v centrální části Slovenska a ohraničují ji ze severu a z východu Veporské vrchy, na jihovýchodě Stolické vrchy a z jihu a ze západu Zvolenská kotlina. Pohoří je jen řídce osídlené a větší sídla se nacházejí zejména v okrajových částech. V jižní části leží okresní město Detva a město Hriňová.

## Geomorfologie a geologie
Poľana je masivní pohoří s kruhovým půdorysem s průměrem asi 18 kilometrů. Jde o nejvyšší pohoří sopečného původu v Západních Karpatech. Vzniklo v neogénu (třetihorách), kdy se na plochý a starý povrch Slovenského rudohoří vylila láva ze stratovulkánu Poľany. Původní sopečné formy se dochovaly jen ojediněle, z velké části podlehly erozi větru, vody a slunce. Zajímavá je samotná kaldera Poľany. Vznikla, když se propadl původní vrchol sopečného kužele. Potok Hučava kalderu na západě rozřízl a přispěl k rychlému odnosu většiny málo odolných materiálů. Skalní stěny, které zůstaly, jsou celkem strmé a vytváří zajímavý vzhled vrcholové části pohoří.

## Vrcholy
Nejvyšší vrch je Poľana (1458 m n. m.), který je nejvyšší a nejmohutnější z vrchů neogenního vulkanismu v Západních Karpatech. Poľana však představuje pouze nejvyšší současný pozůstatek středoslovenských neovulkanitů. Usuzuje se, že nejvyšším z nich byl Štiavnický stratovulkán, který mohl dosahovat výšky až 4 km. Seznam všech vrcholů s výškou nad 900 metrů ukazuje seznam vrcholů v Poľaně.
- Přední Poľana – 1367 m n. m.
- Kopce – 1334 m n. m.
- Bukovina – 1294 m n. m.
- Brusniansky grúň – 1271 m n. m.
- Hrb – 1255 m n. m.
- Drábovka – 1251 m n. m.
- Sedlo – 1043 m n. m.

## Geomorfologické podcelky
Seznam geomorfologických podcelků
- Vysoká Poľana
- Detvianské předhoří

## Turistika
Turisticky nejatraktivnější je centrální část pohoří s masivem Poľany. Vyhledávaný je zejména hřeben od Horského hotelu Poľana po Chatu pod Hrbom.

### Turistické trasy na hlavní hřeben[4]
- Značka z Detvy kolem Horského hotelu Poľana na Chatu pod Hrbom
- Značka:
  - Z Očové přes Kyslinky
  - Z Lomu nad Rimavicou na Kopce (1334 m)
  - Z Ponické Huty na Hájny Grúň
  - Z Predajné a Ľubietové na Chatu pod Hrbom
- Značka:
  - Z osady Kyslinky do sedla Jasenová nebo do sedla Príslopy
  - Z obce Strelníky na Bukovinu
- Značka:
  - Z Hriňové nebo ze sedla Príslopy k Horskému hotelu Poľana
  - Ze Zálomísk do sedla Priehybina